# Meschede (Adelsgeschlecht)

Wappen derer von Meschede

Die Familie von Meschede war ein altes westfälisches Adelsgeschlecht.

## Geschichte

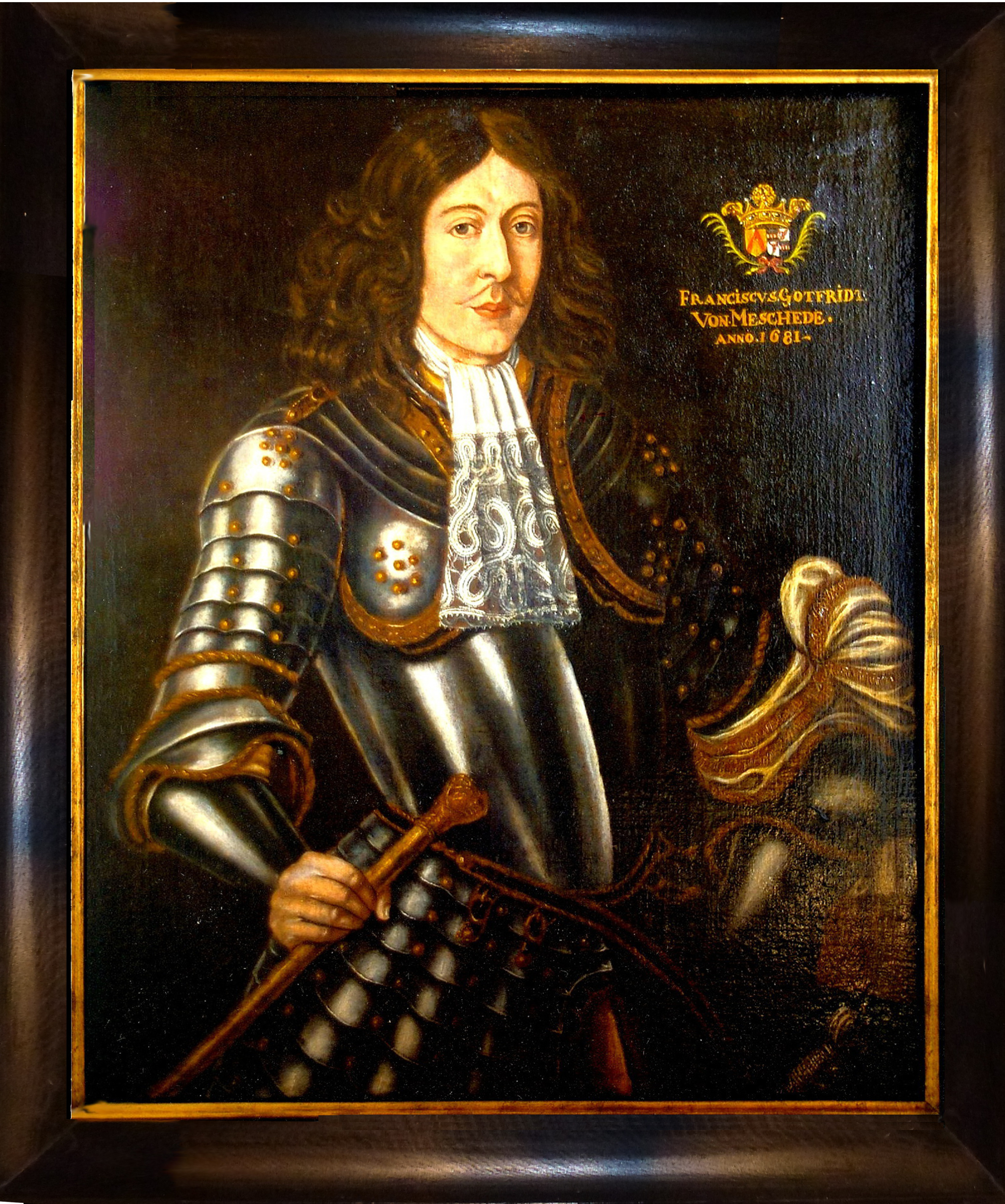
Franziskus Gottfried von Meschede von 1681

Die ritterbürtige Familie stand ursprünglich in nicht ganz klarer Weise in den Diensten des Stifts Meschede und lebte zunächst im gleichnamigen Ort. Ein Herbold von Meschede erscheint 1191 in einer Urkunde des Erzbischofs Philipp I. von Heinsberg. Die Ritter von Meschede tauchen in zahlreichen Urkunden als Zeugen der Erzbischöfe von Köln, aber auch der Grafen von Arnsberg auf. Ein Gottfried von Meschede war 1258 Schiedsrichter im innerfamiliären Streit der Edelherren von Büren. Im Jahr 1260 war er beim Bündnis des Kölner Erzbischofs, des Abts von Corvey und des Herzogs von Braunschweig als einer der Schlichter möglicher Konflikte vorgesehen. Die Familie schenkte den Klöstern der Region – so 1298 dem Kloster Rumbeck – eine Reihe von Gütern.
Zunächst als Pfandbesitz kam ein Gut Haus Tinne in Ober-Alme in ihren Besitz. 1428 erwarben sie weitere Güter wie das Burgmannshaus, heute Schloss Alme, der Familie von Thülen in Niederalme. Seit 1493 lebte eine Linie des Geschlechts in Niederalme. Der Zweig in Oberalme starb in der Mitte des 16. Jahrhunderts mit Goddert von Meschede aus. Durch zwei Erbtöchter gingen diese Güter in andere Hände über: eine hatte 1527 Hermann von Wolmeringhausen geheiratet, die andere war mit einem derer von Bodenhausen vermählt. Auch in der Linie zu Niederalme kam es zwischen 1600 und 1700 zeitweise zu Verlusten von Besitz. Stattdessen wurden Güter in Oberalme erworben und die verlorenen Güter in Niederalme durch Heirat schließlich zurückgewonnen. Weitere Güter besaß die Familie um 1750 unter anderem noch bei Anröchte. Das Wappen findet sich noch 1761 auf einer Sedisvakanzmünze des Bistums Hildesheim. Im Jahr 1769 starb auch die Linie in Niederalme aus. Der Besitz ging in die Hände der von Bocholtz über.
Nachdem die Familie sich in Alme niedergelassen hatte, stellten die von Meschede im Herzogtum Westfalen zahlreiche Drosten in Rüthen, Brilon, Anröchte und Geseke. Das Schloss in Niederalme wurde deshalb als „Drostenhaus“ bezeichnet.
Gerhard von Meschede war um 1575 Kurkölner geheimer Rat. Philipp von Meschede diente 1583 als Oberst im Krieg gegen Kurfürst Gebhard I. von Waldburg. Ein Caspar von Meschede war Kurkölner Truchsess und Johann Melchior von Meschede Kurtrierer Kämmerer. Beide waren mit den Kurfürsten von Köln und Trier 1614 bei der Wahl von König Matthias anwesend. Einer der letzten Vertreter des Geschlechts war der wirkliche geheime westfälisch adelige Rat Diedrich Adam Freiherr von Meschede zu Alme, Almerfeld, Esseln, Anröchte, Brabecke und Brenken. Er war auch Ritterschaftsdeputierter auf den Landtagen des Herzogtums Westfalen.
Als Teil des nordwestdeutschen Stiftsadels stellte das Geschlecht zahlreiche Domherren und andere kirchliche Würdenträger. Ein Siegfried von Meschede war um 1204 Kanoniker in Soest. Bernhard von Meschede war zwischen 1494 und 1503 Domdechant in Münster, sein Bruder Kracht von Meschede von 1442 bis 1454 münsterischer Domherr. Heinrich von Meschede war um 1570 Domdechant in Paderborn. Dabei wurde er allerdings nur von dem katholisch gebliebenen Teil des Domkapitels gegen den Willen von Bischof Johann IV. von Hoya gewählt. Johann von Meschede war ab 1626 Domdechant in Osnabrück. Er war 1648 bevollmächtigter Gesandter bei den Verhandlungen zum Westfälischen Frieden. Wilhelm Ferdinand Werner von Meschede war um 1746 Domherr in Osnabrück.
Verschiedene weibliche Angehörige des Geschlechts waren Stiftsdamen. Clara von Meschede war zwischen 1564 und 1569 Äbtissin des Stifts Geseke.

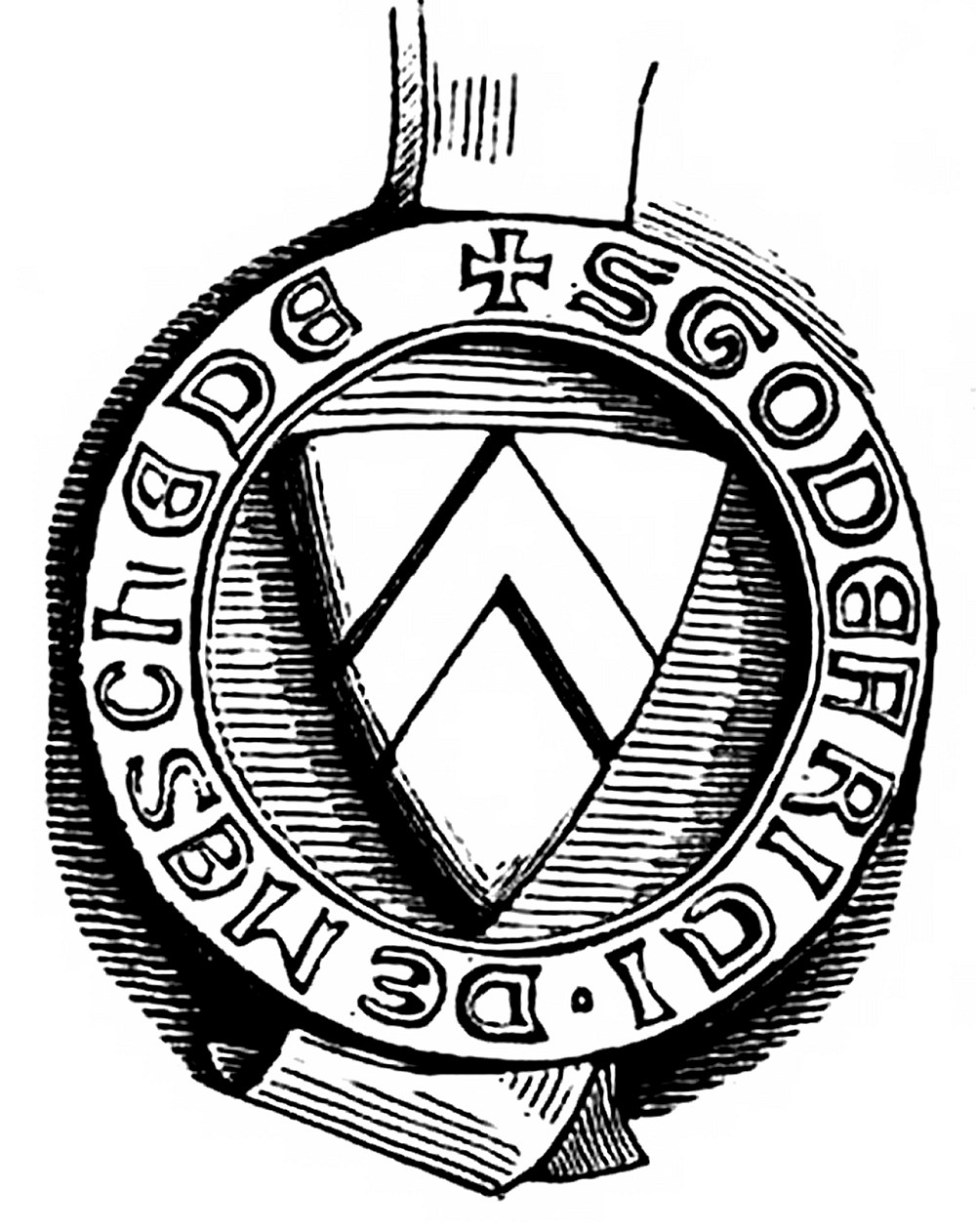
Siegel des Gottfried von Meschede an einer Urkunde von 1298

## Wappen
Das Wappen zeigt in Gold einen roten Sparren. Auf dem Helm mit rot-goldenen Decken eine goldene Säule, oben mit natürlichen Pfauenfedern besteckt, vor denen sich der Sparren wiederholt.

## Persönlichkeiten
- Siegfried von Meschede (genannt 1204), Kanoniker in Soest
- Kracht von Meschede († 1455), Domdechant in Münster
- Bernhard von Meschede († 1503), Domdechant in Münster
- Dietrich von Meschede (um 1490–1545), Domherr in Münster
- Clara von Meschede, Äbtissin des Stifts Geseke (1564–1569)
- Heinrich von Meschede, um 1570 Domdechant in Paderborn
- Gerhard von Meschede, um 1575 Kurkölner geheimer Rat
- Johann von Meschede, ab 1626 Domdechant in Osnabrück, Gesandter bei den Verhandlungen zum Westfälischen Frieden
- Wilhelm Ferdinand Werner von Meschede, um 1746 Domherr in Osnabrück